# Isenberger Wirren
Die Isenberger Wirren waren eine Fehde im Zeitraum von 1232 und 1243 zwischen Dietrich von Altena-Isenberg und Adolf I. Graf von der Mark mit ihren jeweiligen Verbündeten. Dietrich versuchte dadurch, die Rückgabe der isenbergischen Besitzungen zu erzwingen, die Graf Adolf nach der im November 1226 erfolgten Hinrichtung seines Cousins Friedrich Graf von Isenberg für den Mord an dem Kölner Erzbischof Engelbert I. Erzbischof von Köln, Graf von Berg an sich gebracht hatte. Beide Seiten erzielten militärische Erfolge, die letztlich aber in eine Pattsituation mündeten. Der Streit wurde deshalb im Verhandlungswege beigelegt. 1243 schlossen die Kriegsparteien einen Vergleich, der Dietrich die Herrschaft über die kleine Grafschaft Limburg sicherte und die isenbergischen Güter etwa hälftig unter den Kontrahenten aufteilte. Dies führte zu einer Festigung des märkischen Territorialbesitzes und zu einer dauerhaften Verbindung zwischen dem Hammer Raum und der Grafschaft Altena. Die Isenberger Wirren waren deshalb ein wichtiger Teilschritt zur Herausbildung der späteren Grafschaft Mark.

## Vorgeschichte
Der Sieg über Heinrich den Löwen, Herzog von Sachsen und Bayern, im Jahre 1180, der mit königgleicher Macht über sein damaliges Stammesherzogtum Sachsen geherrscht hatte, führte zur Aufteilung Westfalens, wie sie in der Gelnhäuser Urkunde dargelegt ist. Der Erzbischof von Köln wurde in diesem Zuge zum Herzog von Westfalen erhoben. Er trat damit in direkte Konkurrenz zu den westfälischen Grafen, die ihrerseits versuchten, das entstandene Machtvakuum zu füllen und eigene Territorialstaaten zu errichten.
Insbesondere Engelbert I. Erzbischof von Köln (1216–1225) schuf sich durch seine aggressive Territorialpolitik mächtige Feinde unter den westfälischen Grafen. Dieser Streit eskalierte, als Engelbert auf Weisung des Papstes versuchte, seinem Verwandten Friedrich von Isenberg die Vogteirechte über das Stift Essen zu entziehen, das einen wesentlichen Teil von Friedrichs Vermögen ausmachte. Friedrich wurde aus diesem Grunde in eine weitreichende Verschwörung des westfälischen Adels einbezogen, die beschlossen hatte, aggressiv gegen Engelbert vorzugehen. In der Literatur wird darüber gestritten, ob die Verschwörung die Ermordung Engelberts plante oder lediglich dessen Gefangennahme. Es gibt auch Hinweise auf eine Variante, nach der die Hintermänner der Tat insgeheim die Ermordung des Erzbischofs im Sinn hatten, Friedrich jedoch in dem Glauben ließen, es gehe lediglich um eine Gefangennahme, um ihn hinterher als Sündenbock vorzuschieben. Die Begegnung zwischen den Verschwörern und Engelbert endete mit dem Tod des Erzbischofs im Jahre 1225. Friedrich wurde als (angeblicher) Rädelsführer präsentiert. 1226, gut ein Jahr später also, führte eine List des Grafen Gerhard IV. Graf von Geldern zur Ergreifung des Grafen Friedrich von Isenberg. Nach Köln überstellt, wurde er dort zur Strafe für die Ermordung des Erzbischofs auf das Rad geflochten und dadurch hingerichtet. Von den übrigen Verschwörern wurden nur wenige bestraft, die meisten kamen ungeschoren davon.
Friedrichs Cousin, Adolf I. Graf von der Mark, der ebenso wie sein Vater und der Vater des ermordeten Erzbischofs in das Haus Geldern eingeheiratet hatte, stellte sich in dieser Krise demonstrativ auf die Seite des Kölner Erzbischofs Heinrich von Molenark, der beauftragt worden war, den Mord an Engelbert zu ahnden. Graf Adolf belagerte Friedrichs Burg Nienbrügge und zerstörte sie. Zum Dank für seine Unterstützung belehnte ihn der Erzbischof mit den isenbergischen Gütern, die Adolf in der Folgezeit an sich brachte. Dadurch vereinigte Adolf I. die in der zweiten altenaischen Erbteilung ab 1175 zwischen der altenaisch-märkischen und altenaisch-isenbergischen Linie der ersten Grafen von Berg aufgeteilten altenaischen Gebiete wieder in (s)einer Hand. (Zu den näheren Hintergründen der Tat vgl. die Beiträge zu Engelbert I. von Köln, Friedrich von Isenberg, Adolf I. von der Mark sowie Nienbrügge).
Friedrichs Sohn Dietrich von Altena-Isenberg, der zu diesem Zeitpunkt noch minderjährig war, musste den Verlust der isenbergischen Besitztümer zunächst hinnehmen. Als er jedoch etwa siebzehn Jahre alt und damit volljährig geworden war, beschloss er, die Herausgabe des väterlichen Erbes von Graf Adolf von der Mark zu fordern.
Dietrich hat seine Ansprüche vermutlich um das Jahr 1230 erstmals an Graf Adolf herangetragen. Da dieser sich des Beistandes durch die Kölner Kirche vergewissert hatte, wies er die Forderungen des Isenbergers zurück. Daraufhin beschloss Dietrich, mit Hilfe seiner Verbündeten militärisch gegen Graf Adolf und dessen Bundesgenossen vorzugehen. Graf Adolf nahm den Kampf auf und verteidigte seine 1226 erworbenen Besitztümer.

## Die Kontrahenten

### Dietrich von Altena-Isenberg-Limburg
Graf Adolfs Cousin Friedrich von Isenberg war seit 1214 verheiratet mit Sophia von Limburg († 1226), einer Tochter von Herzog Walram IV. von Limburg an der Maas. Sie war die Schwester des Heinrich von Limburg, der Schwiegersohn des Grafen Adolf III. von Berg war, und Enkelin des Heinrich III. Herzog von Limburg, Graf von Arlon.
Die Ehe brachte fünf oder sechs Kinder hervor:
- Dietrich, (* um 1215; † 1301), verheiratet mit Adelheid von Sayn († 1297).
- Friedrich, im Jahre 1228 und 1233 nicht namentlich, 1243 namentlich erwähnt.
- Agnes, erwähnt 1243–1282, ca. 1243 verheiratet mit Burkhard III. von Broich (1241–1274).
- Elisabeth, erwähnt 1243–1275, ca. 1234 verheiratet mit Dietrich II., Graf von Mörs (1226–1260).
- Sophia, erwähnt 1243–1292, ca. 1237 verheiratet mit Heinrich II. von Volmarstein (* um 1180; Graf von Volmarstein 1217–1258).
- Eine nicht namentlich bekannte Tochter wird als zweite Ehefrau des Grafen Johann I. von Sponheim und Sayn vermutet.[1]

Dabei war es Dietrich als ältester Sohn seines Vaters, der versuchte, das väterliche Erbe zurückzugewinnen. Er wuchs am Hof seines Onkels auf, Heinrich IV. Herzog von Limburg, der seit 1226 den Titel eines Grafen von Berg innehatte.
Mehr und mehr reifte in Dietrich die Überzeugung, das an seinem Vater vollzogene Urteil sei nicht gerecht gewesen. Wenn sein Vater schon nicht unschuldig war, so hielt ihn Dietrich doch für ein Opfer der Intrigen seiner Feinde. Zu diesen zählte er vor allem Gerhard IV. Graf von Geldern, der Friedrich durch eine List gefangen genommen und nach Köln überstellt hatte, wo er aufs Rad geflochten worden war, und Friedrichs Vetter, Adolf I. Graf von der Mark, der sofort nach dem Tode Friedrichs die isenbergischen Güter beschlagnahmt hatte. Als seinen Hauptgegner betrachtete Dietrich jedoch den Kölner Erzbischof Heinrich von Molenark, den „Mörder“ des Grafen Friedrich. Dietrich schwor ihm Rache und bekämpfte ihn mit allen zur Verfügung stehenden Mitteln.
Dabei versicherte sich Dietrich der Unterstützung durch seinen Onkel, den Herzog von Limburg. In diesem Zusammenhang erscheint es bemerkenswert, dass Herzog Heinrich die Übernahme der isenbergischen Güter durch Adolf I. von der Mark zunächst hinnahm und nicht bereits unmittelbar nach dem Tod Friedrichs und seiner Frau Sophia, der Schwester des Herzogs, das isenbergische Erbe für Friedrichs hinterbliebene Kinder oder für sich selbst einforderte. Es stellt sich die Frage, ob er die Macht der Kölner Kirche fürchtete oder ob er absichtlich zögerte, um zu einem späteren Zeitpunkt erfolgreicher gegen seine Gegner vorgehen zu können. Möglicherweise hat sich der Herzog die abwartende Haltung Adolfs von der Mark zu eigen gemacht, um ihn mit seinen eigenen Waffen zu schlagen. Es wäre sicherlich unklug von ihm gewesen, bereits in den ersten Jahren den Versuch zu unternehmen, dem Sohn des mit der Reichsacht belegten Friedrich von Isenberg zu seinen Rechten zu verhelfen.
Dietrich konnte nicht nur auf seinen Onkel, sondern auch auf weitere Verbündete zählen. Dazu gehörten sein Bruder Friedrich, sein Onkel Wilhelm von Isenberg sowie „andere jenseits der Lippe wohnende Herren“, wie Levold von Northof berichtet. Nach Stirnberg und Hulshoff/Aders handelte es sich vermutlich um die gleichen Adeligen, die an der Verschwörung gegen Engelbert I. von Köln teilgenommen hatten: Otto I. Graf von Tecklenburg (1209–1263), die Grafen von Schwalenberg, die Herren von Steinfurt und von der Lippe, sowie Gerhard Edler von Wildenberg. Vahrenhold-Huland bezweifelt dies, ihrer Auffassung nach konnte der Herzog von Limburg nach 1225 von den alten Bündnispartnern nur noch auf den Bischof von Osnabrück und die Grafen von Kleve zurückgreifen. Damit stimmen die Forscher jedenfalls in dem Punkt überein, dass der vorübergehend abgesetzte, aber 1239 wiedergewählte Bischof Engelbert von Osnabrück, der Bruder von Dietrichs Vater, zu Dietrichs Unterstützern gehörte.
Tatsächlich rechnete man damit, dass die Kinder Friedrich von Isenbergs den Lehnsbesitz und ihre Allodien ihres Vaters zurückfordern würden. Hermann, Abt des Klosters Corvey, übereignete 1228 seinem Kapitel zwei Fuder Wein, die Graf Friedrich von Isenberg als Lehen besessen hatte, gegen die Bezahlung von 15 Mark. Der Abt erklärte zugleich seine Bereitschaft, dem Kapitel die genannte Summe zurückzuerstatten, sollten die Söhne Friedrichs das Lehen rechtlich wieder beanspruchen.
Dietrichs Onkel Adolf von Holte (1220–1261) hatte sich nach Engelberts Tod von seiner Familie distanziert und nahm auch diesmal eine neutrale Position ein.
1243, etwa zwanzig Jahre nach dem gewaltsamen Tod des Erzbischofs Engelbert, gab es wieder weitgespannte limburgische Verwandtschaftsbeziehungen am Rhein und in Westfalen. Der Herzog von Limburg und Engelbert Bischof von Osnabrück haben damit augenscheinlich das Ziel verfolgt, Adolf von der Mark zu zwingen, die isenbergischen Güter an Dietrich herauszugeben. Eine Schwester Dietrichs war mit Buchard von Moers, eine zweite mit Heinrich von Volmestein, Dietrich selbst mit Alheidis von Sayn verheiratet. Die Heirats- und Bündnispolitik Dietrichs von Isenberg-Limburg zeigte sich somit genauso weiträumig wie die seines verstorbenen Vaters.
Diese verwandtschaftlichen Beziehungen dürfen jedoch nicht als politisches Bündnis oder sogar als Verschwörung verstanden werden, wie es die Koalition von 1225 war. Zu dieser Zeit gab es keinen Automatismus mehr, dass verwandtschaftliche Beziehungen mit einem politischen Bündnis gleichzusetzen waren. Im Jahre 1243 fehlte zudem die gemeinsame Frontstellung gegen Köln. Wirkliche Stützen der isenbergischen Politik waren zu dieser Zeit nur noch der Herzog von Limburg, der Graf von Berg und der Bischof von Osnabrück.
Angesichts der sich lösenden kölnisch-märkischen Bindungen ab 1240 kann Dietrichs Position dennoch nicht als schwach bezeichnet werden. Bis zum Jahr 1243 gelang es ihm, in wiederholten Kriegszügen gegen Graf Adolf einen Teil des väterlichen Erbes, das Gebiet zwischen Lenne und Ruhr, zurückzugewinnen.

### Adolf I. von der Mark
Auch Adolf I. Graf von der Mark hatte Verbündete. Der wichtigste von ihnen war der Kölner Erzbischof Heinrich von Molenark, der aus verschiedenen Erwägungen heraus Unterstützung durch den Papst erhielt. Zum einen war in dieser Zeit gegen ihn in Rom ein kanonischer Prozess anhängig, den der Papst schnellstmöglich und ohne unnötige Verzögerungen durchführen wollte. Zum anderen geriet die Kölner Kirche im Verlaufe des Jahres 1233 in massive Bedrängnis, was der Papst in dieser Form nicht hinnehmen konnte.
Aus einer Urkunde aus dem vatikanischen Archiv geht hervor, dass Papst Gregor IX. mit Datum vom 17. Juni 1233 an den Bischof von Osnabrück, den Kölner Dompropst und den Propst von St. Gereon schrieb. Dabei teilte er ihnen mit, dass die Söhne des „überaus verabscheuungswürdigen“ Grafen Friedrich von Isenberg, des Mörders von Erzbischof Engelbert, „als Nachahmer seiner Gottlosigkeit“, mit dem Bruder ihres Vaters, Wilhelm von Isenberg, die Kölner Kirche und den Erzbischof aufs heftigste bedrängten. Den Empfängern des Briefes befahl der Papst, die Übeltäter und ihre Anhänger mittels kirchlicher Strafen zur Ruhe zu bringen. Der gegen den Erzbischof eingeleitete kanonische Prozess solle nämlich keine Verzögerungen erleiden. Ein weiteres Schreiben gleichen Datums richtete der Papst an die „Fideles“ (Getreuen) und Vasallen der Kölner Kirche. Diesen befahl er, der Kölner Kirche und dem Erzbischof gegen die Söhne des Friedrich Graf von Isenberg und Wilhelm, den Bruder des Grafen, beizustehen.
Der Papst eröffnete im Rom außerdem einen Prozess gegen die Isenberger und ihre Verbündeten, in denen er sie bezichtigte, dass sie der Rache wegen den Kölner Erzbischof Heinrich verfolgten und beleidigten.
1238 wurde Konrad von Hochstaden neuer Erzbischof von Köln, der Adolf I. von der Mark seinerseits Hilfe angedeihen ließ.
Neben dem Erzbischof konnte sich Graf Adolf zudem auf seinen Bundesgenossen verlassen, den Grafen von Ravensberg. Es ist anzunehmen, dass Graf Adolf auch von den Grafen von Geldern unterstützt wurde, nicht nur, weil es Graf Gerhard von Geldern war, der Friedrich von Isenberg ausgeliefert hatte, weshalb Geldern für die Isenberger zur gegnerischen Fraktion zählte, sondern auch, weil sowohl Graf Adolf als auch sein Vater Friedrich von Berg-Altena in dieses Haus eingeheiratet hatten. Und auch der ermordete Erzbischof Engelbert war der Sohn einer Gelderin gewesen.
Ferner stützte sich Graf Adolf auf seine Vasallen, vor allem auf die „von Altena“ und die „von Bönen“. Hierbei hebt Levold von Northof den Ritter Lubert von Bönen namentlich hervor. Dieser war der Drost des Grafen Adolf, da sein Vorgänger, Ritter Ludolf von Bönen, kurz nach 1230 gestorben war.

## Streitige Positionen
Dietrich von Isenbergs Bestrebungen dienten dem Zweck, die altenaisch-isenbergischen Besitztümer in der Form wieder an sich zu bringen, wie sie der isenbergische Zweig des Hauses Berg (Arnold von Altena/Friedrich von Isenberg) durch die zweite altenaischen Erbteilung ab 1175 und danach erworben hatte. Dabei ging es um Grundbesitz, besonders an den Gebieten der Grafschaft Altena, und um Lehnsrechte, aber auch um die Vogteirechte über das Kloster Werden und das Stift Essen.

## Kriegsvorbereitungen

### Limburgisch-isenbergische Seite

#### Bau der Hohenlimburg
Für die isenbergisch-limburgische Fraktion muss die stark befestigte Kölner Raffenburg eine ständige und nicht zu unterschätzende Bedrohung gewesen sein. Sie sicherte den Lenneübergang der „Königsstraße“ bei Elsey, die von Hagen aus nach Iserlohn und von dort weiter ins Hönnetal führte und die wichtigsten Eisenerzgruben und Verhüttungsplätze dieses Raumes erschloss.
Deshalb rückte Herzog Heinrich vermutlich um 1230, also noch im Vorfeld des Krieges, mit limburgischen Truppen in das Gebiet der Lenne ein, um die Stellung seines Neffen Dietrich zu befestigen. An der Stelle, wo sich heute die Stadt Hohenlimburg befindet, ließ er die Hohenlimburg errichten, benannt nach seinem eigenen Schloss Limburg an der Vesdre, und zog an dieser Stelle eine Armee zusammen. Die Hohenlimburg, auf einer Bergzunge des Schleipenbergs errichtet, befand sich nur einen Kilometer Luftlinie von der Raffenburg entfernt. Der genaue Zeitpunkt des Baubeginns der Limburg lässt sich heute aber nicht mehr bestimmen, so wird zum Teil auch von einem Baubeginn im Jahr 1232 gesprochen.
Nach Levold von Northof hatte der Herzog von Limburg ebenso viele Ritter zum Kampf in die neue Burg mitgenommen, als es Bohlen gab, mit denen man die Burg verstärkte. Demzufolge handelte es sich ursprünglich um eine Holz-Erdbefestigung, die erst später in Stein ausgefertigt wurde. Wie archäologische Funde belegen, wurde zeitgleich in etwa 400 Metern Entfernung oberhalb des heutigen Schlosses Hohenlimburg auf dem Schleipenberg eine weitere kleine, aber stark befestigte Burg errichtet, die wahrscheinlich dem Flankenschutz der Limburg während des Baus diente. Ihr Name ist nicht überliefert. Ihre Reste nennt man heute „Die Sieben Gräben auf dem Schleipenberg“. Ein kompliziertes Wall-Graben-System, die Wälle vermutlich als Holz-Erde-Befestigung konzipiert, umschloss ein relativ kleines, ovales Kernwerk mit Steinmauer und Steinturm.
Fertiggestellt war die Limburg spätestens im Jahre 1242. Gemäß der Urkunde vom 17. Juli, in der „der Edle (noch nicht Graf) Dietrich von Isenberg“ mit Zustimmung der Brüder seines Vaters, Engelbert Bischof von Osnabrück, Philipp Propst von Soest, Bruno Propst von Osnabrück, Gottfried Propst von St. Martin in Münster, Wilhelm von Isenberg und Adolf von Holte, der sich wieder zu seiner Familie bekannte, seinem Oheim Herzog Heinrich von Limburg, in seiner Eigenschaft als Graf von Berg, die Limburg, als ihm gehöriges Allod zu Lehen aufträgt. Dietrich von Isenberg übertrug also die Burg Limburg seinem Onkel, Heinrich Herzog von Limburg, Graf von Berg, und erhielt sie von ihm als Erblehen sowohl in männlicher als auch in weiblicher Linie zurück; die gleiche Regelung wurde für zwei Höfe zu Elsey und die Höfe zu Hufele/Hövel und Wanemale/Wambel getroffen. Auf diese Weise entstand zwischen Limburgern und Isenbergern ein Lehnsverhältnis, das noch für Jahrhunderte das Verhältnis zwischen Isenberg/Grafschaft Limburg an der Lenne und Herzogtum Limburg/Grafschaft Berg bestimmen sollte. Kurz gesagt begab sich Dietrich von Isenberg durch diesen Schritt in die Lehnsabhängigkeit der Grafen vom Berg. Am 24. August 1244 ließen sich diese von den Burgmannen der Limburg die Treue schwören. Im gleichen Jahr musste sich Dietrich verpflichten, niemals ohne die Zustimmung der Grafen von Berg über seine Burg zu verfügen.
Die ständige Bevormundung Dietrichs durch seinen Onkel (bzw. nach 1247 durch seinen Vetter Adolf IV. Graf von Berg und dessen Nachfolger) sollte bis an Dietrichs Lebensende anhalten. Ab 1271 wurde die Hohenlimburg sogar eine sogenannte „Offenburg“ (auch Offenhaus) für Grafen von Berg, die das Recht des offenen Ein- und Ausgangs erhielten.
Dietrich mag es bedauert haben, dass er seine kleine, nur 118 Quadratkilometer messende Grafschaft Limburg, von der er nach 1243 seinen Grafentitel herleitete, 1242 von seinem Onkel, Heinrich IV. Herzog von Limburg, in dessen Eigenschaft als Graf von Berg zu Lehen nehmen musste. Indessen gab es für eine bergische Lehnsabhängigkeit von Burg und Grafschaft Limburg gute Gründe. Zum einen verfügten die Grafen von Berg auf diese Weise sowohl über einen gegen Köln gerichteten Stützpunkt im Kölnischen Herzogtum Westfalen als auch einen gegen die aufstrebenden Märker innerhalb von deren Grafschaft Altena. Zum anderen dürfte Herzog Heinrich in dieser Lehnsbindung die wohl einzige Überlebensgarantie der isolierten kleinen Grafschaft seines Neffen gesehen haben. Zwar waren Graf Dietrich im Einigungsvertrag mit Graf Adolf die Rückgabe aller Lehen seines Vaters, darunter auch die Kölnischen, zugestanden worden, indes ließ der Vollzug lange auf sich warten.
Die neue Burg Limburg an der Lenne bildete ab 1232 den Ausgangspunkt der limburgisch-isenbergischen Angriffe gegen die Mark.

#### Ausbau der Oestricher Burg
Etwa zeitgleich mit dem Bau der Limburg bezog Dietrich von Isenberg die Oestricher Burg, einen alten Allodialbesitz seines Vaters und Großvaters. Dort ließ er den alten karolingischen Westring der Feste zu einer steinernen Funktionsburg mit Bergfried erweitern.
Bodenfunde deuten darauf hin, dass Dietrich im Laufe der folgenden Jahre die anderen Befestigungen der 18 Hektar großen Gesamtanlage wieder in einen wehrfähigen Zustand versetzen ließ. Zunächst wurde der Mittelwall wiederhergestellt, anschließend der Ostring (möglicherweise 1244/50). Etwa 1247/50 soll der große Nordwall vollendet worden sein. Stirnberg zweifelt diese Datierung an. Für ihn steht außer Frage, dass Dietrich die Absicht hatte, die Oestricher Burg zu seinem hiesigen Hauptsitz zu machen und auszubauen. Die Fertigstellung einer derartig ausgedehnten Befestigungsanlage sei nur sinnvoll, wenn zugleich die Absicht bestanden hätte, innerhalb der Wälle eine „Civitas“, eine Burgstadt, anzulegen, wie es sie auch auf der Raffenburg gegeben hat. Dieses Vorhaben sei letztlich aber aufgegeben worden, weil der Vertrag zwischen den Grafen Dietrich und Adolf aus dem Jahr 1243 ein Befestigungsverbot mit sich gebracht habe.
Wörtlich heißt es in dem Vertrag: „Desgleichen darf Dietrich keine neue Festung aufbauen oder eine alte instand setzen; noch darf Graf Adolf irgendwas befestigen außer Kamen und Hamm; noch darf Dietrich die Stadt vor der Burg Limburg über der Lenne befestigen.“
Die Existenz der ehemaligen „cometia osteric“, der „Grafschaft Oestrich“, ist nur durch ein Abgabenverzeichnis belegt, das Graf Dietrich von Isenberg etwa um 1250 niederschreiben ließ und das am Ende der großen Vogteirolle angefügt wurde. Darin werden auch die zur Grafschaft gehörenden Güter und ihre Besitzer nebst der Höhe ihrer Abgaben benannt. Diese Eintragungen sind teilweise unleserlich. Die Mehrzahl der Güter lag aber um den Burgberg herum, etwa in Oestrich, Stengelinchusen/Stenglingsen, Lasbek, Gindena/Genna, Gruden, Steney, Letmathe und Helmekinchusen, womöglich auch die den Honseler Steinbrüchen zum Opfer gefallene Siedlung Helmke bei Letmathe. Andere Höfe lagen hingegen nachweisbar außerhalb dieser Zwerggrafschaft; etwa in Nortlon, bei Iserlohn, in Rene/Rheinen, in Coten, vermutlich bei Haus Kotten in Menden-Bösperde, und in Vrylinchusen/Frielinghausen bei Ennepetal. Bei dem genannten, nur halb lesbaren „…endorpe“, könnte es sich um Höfe zu Tiefendorf oder zu Bahrendorf bei Iserlohn handeln. In Frage käme außerdem Altendorf bei Dellwig.
Aus der Lage der rund um den Burgberg drapierten Höfe ergibt sich, dass die „Grafschaft Oestrich“ ein nur wenige Quadratkilometer großes Gebiet gewesen sein kann.
Stirnberg mutmaßt, es könnte sich bei der cometia osteric um einen untergegangenen ehemaligen fränkischen Königshof handeln, der später allodifiziert oder dem Reich entfremdet und in eine andere Rechtsform überführt worden ist. In der Nähe der Grafschaft Oestrich befindet sich der Reichshof Westhofen, der vermutlich in etwa die gleiche Fläche hatte wie Oestrich. Mittelpunkt des Reichshofs war die sächsisch-fränkische Sigiburg, ebenso wie die sächsisch-fränkische Burg Oestrich das Zentrum der ocmetia osteric war. Zudem lässt sich Osteric mit „Ostreich“ übersetzen und liegt zudem südöstlich des Reichshofes Westhofen. Die Sigiburg/Hohensyburg und die Oestricher Burg waren durch den „Syburger Weg“ verbunden, der von Hohensyburg kam und bei Elsey auf die Königsstraße stieß. Sein Name wurde abschnittsweise (bei Iserlohn) auf die Königsstraße übertragen. Auch Sagen und Spukgeschichten sind mit dieser Straße verbunden. Diese Parallelen lassen Stirnberg vermuten, dass „Ostreich“ womöglich damals der „östliche Reichshof“ und somit namensbestimmend für den „westlichen Reichshof“ war.

### Märkische Seite
Graf Adolf von der Mark prägte eigene Münzen, um den Krieg finanzieren zu können.
Bis zur Zeit Kaiser Friedrich Barbarossas versorgten auf dem Gebiet des alten Stammesherzogtums Sachsen Handel und Verkehr mit den nötigen Zahlungsmitteln. Als Inhaber der Münzstätten traten lediglich der Kaiser, der Herzog und eine Reihe geistlicher Herren auf. Im Falle von Westfalen waren dies die Erzbischöfe von Köln und die Bischöfe von Münster, Osnabrück und Paderborn. Nach dem Sturz Herzog Heinrichs des Löwen im Jahre 1180 entwickelten auch die kleineren Dynasten in Westfalen eine langsam steigende Prägetätigkeit. Fraglich, aber aufgrund fehlender urkundlicher Überlieferung nicht mehr zu entscheiden ist die Frage, ob die Ausmünzung aufgrund kaiserlicher Privilegien oder durch Usurpation erfolgt ist. Graf Adolf hat also entweder das kaiserliche Münzregal unterlaufen oder aber das Recht zur Münzprägung erhalten, möglicherweise durch Vermittlung des Kölner Erzbischofs.
Schon der Vater des Grafen Adolf, Friedrich von Berg-Altena, und der Großvater des Dietrich von Isenberg, Arnold von Altena, hatten in ihrer Münzstätte Limburg erste altenaische Münzen geprägt, allerdings nicht besonders viele. Adolf von der Mark entfaltete dagegen eine reichere Münztätigkeit, ausweislich der erhaltenen Münzen allerdings anscheinend erst nach 1226, als er erstarkt aus dem Zusammenbruch der Isenberger Linie hervorging. Er richtete dazu Münzstätten in Hamm, Iserlohn und Breckerfeld ein.
Im Laufe des 12. Jahrhunderts setzte sich anstelle der bisherigen Münzen, des karolingischen Pfunds, die kölnische Mark durch. Unter dem Einfluss Kölns bildete sich dabei ein eigener Denartyp heraus, der in den ersten Jahrzehnten des 13. Jahrhunderts durch von England eindringende Pfennige (Sterlinge), ausgeprägt nach dem karolingischen Münzfuß, stark beeinflusst worden ist. In Westfalen wurden die englischen Sterlinge durch die englischen Hilfsgelder an den Gegenkönig Otto IV. von Braunschweig um die Wende des 12. Jahrhunderts und vor allem durch die seit dieser Zeit immer stärker werdenden Handelsbeziehungen zu England bekannt. Wegen ihres guten Gehalts und Gewichts, das dem Rau- und Feingewicht der Kölner Pfennige entsprach, waren sie bei den Kaufleuten als inoffizielle Kursmünzen sehr beliebt. Deshalb wurden in Westfalen in den 1220er und 1230er Jahren die englischen Königspfennige überall in Westfalen nachgemünzt. Es handelt sich um die Sterlinge der englischen Könige Heinrich II. (1154–1189) und Heinrich III. (1216–1272), die auf der Vorderseite einen gekrönten Kopf, rechts meistens eine Hand mit Zepter und die Umschrift HENRICVS REX, auf der Rückseite ein Zwillingsfadenkreuz und die Angabe des Münzmeisters sowie der Münzstätte zeigen.
Von Graf Adolf sind ausschließlich Sterlingsgepräge erhalten, was nicht verwundert, da seine Regierungszeit ganz in die Zeit der westfälischen Sterlingsperiode fällt. Aus der Münzstätte Hamm beispielsweise ist eine Münze erhalten, deren Typ eine getreue Nachahmung der Sterlinge Heinrichs II. von England darstellt. Ihre Rückseite stellt allerdings durch die Bezeichnung der Münzstätte „In den Ham“ eines der wenigen Beispiele deutscher Sprache auf Münzen der Stauferzeit dar. Das Stück wird parallel zu den münsterischen Rosenkreuzersterlingen Bischof Ludolfs von Holte zwischen 1226 und 1235 entstanden sein.
Mit dem Zuge Kaiser Friedrichs II. nach Deutschland im Jahre 1235 scheint die Ausgabe der sogenannten jüngeren Dortmunder Sterlinge mit Kaiserbildnis und -titel auf der Vorderseite und Sterlingskurskreuz auf der Rückseite in Zusammenhang zu stehen. Dieser Sterlingstyp hat auf die westfälischen Münzstätten eingewirkt, unmittelbar auch auf Hamm.
Ab 1230/33 ließ Graf Adolf in Hamm und Iserlohn verstärkt englische Pennys oder Sterlinge nachprägen und in Umlauf bringen, was ihm dabei half, die Kriegskosten zu finanzieren.

## Kriegsverlauf
Wie Levold von Northof berichtet, herrschten mehrere Jahre hindurch fast ununterbrochene Fehden zwischen dem Grafen von der Mark und dem von Limburg. Leider verzichtet der Chronist der Grafen von der Mark auf die Angabe von Jahreszahlen, was eine zeitliche Einordnung der Kämpfe um Hamm, Bönen, Gaßmert und Sonnborn erschwert. Immerhin gibt das „Chronicon Veteris“ für das Gefecht bei Wiedenbrück das Jahr 1232 an, was bedeutet, dass auch die Ereignisse bis zur Schlacht um Schwerte in diesem Jahr stattgefunden haben müssen. Hermann Esser datiert sämtliche überlieferte Begegnungen zwischen den Isenbergern und den Märkern bis einschließlich der Schlacht von Sonnborn in das Jahr 1232. Demnach beschränkt sich der Chronist der Grafen von der Mark anscheinend auf wenige Kriegsereignisse, von denen die meisten zudem aus der Anfangszeit des Krieges stammen. Was in den Jahren danach geschah, lässt sich über weite Strecken nur mutmaßen. Erst der Friedensschluss von 1243 ist wieder genau dokumentiert.
1232 soll sich der Erzbischof von Köln beim Papst darüber beschwert haben, dass er von den Verwandten des Grafen Friedrich von Isenberg belästigt werde. Diese machten die Gegend von Geinegge, Dasbeck, Hölter und Heessen unsicher, Burg Geinegge und Haus Ermelinghof seien gleich mehrfach heimgesucht worden.
In dieser Anfangsphase des Krieges war Adolfs von der Mark fast völlig ohne Verbündete. Der Graf verdankt es in erster Linie der Tapferkeit seiner Ministerialen, dass er in dieser Zeit den scheinbar überlegenen Angriffen standhalten konnte; er war sich der Ergebenheit einiger großer und gut ausgebildeter Ritterfamilien gewiss. Hinzu kommt, das die ehemaligen isenbergischen Besitzungen, die Isenburg und Nienbrügge, geschleift worden waren, während die nahegelegenen märkischen Besitzungen mit starker Befestigung die ehemaligen isenbergischen Gebiete kontrollierten und schützten. Burg Mark, die Stadtburg Hamm und die Stadt Hamm waren an die Stelle Nienbrügges getreten, anstelle der Isenburg kontrollierte Blankenstein den Raum Hattingen, Kamen und Unna waren gegen Angriffe aus dem Lenne-Raum gewappnet.
Adolf von der Mark hatte die Jahre seit 1225 also intensiv zum Ausbau seiner Landesherrschaft genutzt. Er konnte auf eine so große Anzahl an Besitzungen und Gerechtsamen zurückgreifen, dass die Kämpfe, insbesondere im östlichen Hellwegraum, in einem nahezu geschlossen märkischen Territorium stattfanden. Dietrich hingegen musste erst versuchen, mit Hilfe starker Verbündeter günstige Voraussetzungen für eine zukünftige Landesherrschaft zu schaffen.

### Erste Invasion der Mark
1232 setzte Herzog Heinrich sein Ritterheer in Marsch und zog nach Norden in Graf Adolfs Herrschaftsbereich ein. Nach Levold verheerten Heinrichs Truppen das Land „mit Raub und Brand“.

### Kampf um Bönen
Als Heinrichs Truppen am Bach Seseke in Edinghausen und Flierich (heutiger Kreis Unna) lagerten, drangen einige seiner Leute in das Dorf Bönen ein. Ihr Ziel war es wahrscheinlich, das Dorf zu plündern und niederzubrennen. In Bönen hielten sich allerdings Truppen des Grafen von der Mark auf. Sie überraschten die Bundesgenossen des Grafen Dietrich, erschlugen einige von ihnen und nahmen die übrigen gefangen.

### Isenbergisch-Limburgischer Zweifrontenangriff
Die limburgisch-isenbergische Strategie sah vor, Graf Adolf in einen Zweifrontenkampf zu verwickeln. So rückten die limburgischen Truppen von Süden her in die Mark ein, während die Truppen der auf der Nordseite der Lippe ansässigen Verbündeten Dietrichs zeitgleich von Norden her in märkisches Territorium einfielen und einen Vorstoß auf das Gebiet von Köln unternahmen. Graf Adolf sah sich dadurch nicht in der Lage, das besetzte Gebiet an der Lenne zu befreien, und wurde stattdessen an mehreren Fronten in die Defensive gedrängt. Er stellte die „von Altena“ gegen die Limburger auf und hielt auf Burg Mark und in Hamm die „von Bönen“, angeführt von Adolfs Drosten Lubert von Bönen, nebst den seinen restlichen Truppen in Bereitschaft, um die Truppen Heinrichs in Empfang zu nehmen.

### Isenbergische Brandschatzungen und Vorstoß auf Hamm
Die nordlippischen Verbündeten Dietrichs vereinigten sich und rückten gemeinsam nach Süden in Richtung Hamm vor, wobei sie die nördlich der Lippe liegenden Dörfer, Häuser und Herrensitze in der Nähe der märkischen Hauptstadt ansteckten und ausplünderten. Darunter befanden sich Heessen, Heidfeld, Dasbeck und andere im heutigen Kreis Beckum gelegene Ortschaften.
Adolf Graf von der Mark hielt mit den Rittern von Bönen und den anderen Burgmannen auf Burg Mark einen Kriegsrat und kam mit ihnen überein, die Feinde zu verfolgen, obwohl diese zahlenmäßig weit überlegen waren. Die märkischen Truppen wandten sich gegen die Feinde im Norden, die das Gebiet um Hamm verwüsteten. Heinrich Herzog von Limburg wollte den nördlichen Bündnispartnern zu Hilfe eilen, blieb jedoch beim Übergang über die Ruhr stecken, weil ihm Lubert von Bönen, Vasall und Drost des Grafen von der Mark, mit seinen Truppen den Durchgang versperrte. Daraufhin zogen sich die Bundesgenossen des Grafen Dietrich in nördliche Richtung zurück.
Sie spalteten dabei ihre Heerhaufen in zwei Teile. Der eine wandte sich in Richtung Wiedenbrück, der andere in Richtung (Dren-)Steinfurt und Osnabrück. Graf Adolf führte einen Angriff auf diesen zweiten Trupp durch, woraufhin dieser die Flucht ergriff. Es gelang Adolf von der Mark lediglich, Bock von Iburg, einen Vasallen der Tecklenburger Grafen, gefangen zu nehmen.

### Schlacht bei Wiedenbrück
Die Truppen, die sich nach Wiedenbrück zurückgezogen hatten, hörten Gerüchte, nach denen ihre Verbündeten in den Kampf mit dem Grafen von der Mark geraten wären. Sie kehrten deshalb um und wollten den vermeintlich Angegriffenen Hilfe leisten. In der Nähe von Wiedenbrück wurden sie von dem märkischen Heer überrascht, das ihnen nachgesetzt hatte. Es kam zu einem Gefecht zwischen beiden Gruppierungen, das mit einem Sieg der Märker endete. Die isenbergischen Truppen wurden völlig aufgerieben, allerdings soll es nur wenige Tote gegeben haben. Graf Adolf habe vielmehr „fast alle“ als Gefangene abgeführt, und zwar eine große Zahl Gefangener. Diese wurden nach Burg Mark oder Hamm verbracht, wo die Märker sie festhielten, bis große Lösegeldzahlungen für sie eingingen, die der Graf zur weiteren Finanzierung der Auseinandersetzung verwendete.
Dieser beachtliche Anfangserfolg brachte die Märker in eine strategisch bessere Position.

### Kampf um Schwerte
Levold von Northof berichtet über den Verlauf der Schlacht bei Schwerte folgendes: Wenige Tage später gelang es Herzog Heinrich und seinen Truppen, die Ruhr zu überqueren und plündernd und brandschatzend durch das Land zu ziehen. Die „von Altena“ verlegten daraufhin ihre Streitmacht in den Lürwald, ein Waldgebiet am Nordrand des Sauerlandes, und zwar in den Abschnitt südlich der Ruhr bei Schwerte, wo sie die Rückkehr der limburgischen Truppen erwarteten. Zugleich sandten sie ihnen Späher nach, um die limburgische Truppenstärke, Geschwindigkeit und Marschrichtung zu ermitteln. Von diesen Spähern wird der Jägermeister Heinrich genannt Knop namentlich genannt. Er soll später Pförtner, das heißt Torwart/Burgmann am Tor, auf Burg Altena geworden sein. Heinrich stellte fest, dass die limburgischen Truppen den altenaischen zahlenmäßig weit überlegen waren. Eine offene Feldschlacht wäre also eigentlich nicht in Frage gekommen. Heinrich wollte mit dieser Nachricht zu den altenaischen Truppen zurückkehren, traf aber zunächst auf einen einzelnen Ritter namens Arnold, der allein vorgegangen war, um eher als die anderen Berichte über die Lage an der Front zu erhalten. Ritter Arnold wollte einen Rückzug der Altenaer verhindern und diese deshalb über die wahre Stärke des Feindes täuschen; anstelle zahlenmäßiger Überlegenheit sollte Heinrich melden, dass man sich dem Feind bedenkenlos zur Schlacht stellen könne, da die Altenaer zahlreicher wären. Heinrich weigerte sich jedoch, das zu melden. Also kehrte Ritter Arnold zusammen mit ihm zurück und meldete an Heinrichs Stelle die baldige Ankunft des Feindes. Die Ritter Hermann und Dietrich wollten Meister Heinrich selbst befragen, aber dieser antwortete, er habe ihrem Bruder Arnold alles gesagt, was er wisse, und schwieg über seine Erkenntnisse bezüglich der feindlichen Truppenstärke. Den beiden Rittern kam dies verdächtig vor, sie stellten Arnold zur Rede und warfen ihm Leichtsinn vor. Doch drangen in diesem Augenblick die ersten Limburger in das Dorf Schwerte ein und setzten es in Brand. Nach Levold von Northof rief Arnold daraufhin: „Schau dahin, Bruder Dietrich! Sie brennen schon unser Dorf. Das sollen sie wahrhaftig nicht ungestraft getan haben. Jetzt dürfen wir nicht länger zögern.“ Daraufhin formierten sich die Altenaer zur Schlacht. Als Austragungsort des Kampfes wählten sie die Ruhrfurt bei Villigst, ein südlich von Schwerte gelegenes Dorf. Dabei wurden auch die unbewaffneten Knechte eingesetzt. Sie wurden unter einem Fähnlein zusammengefasst und sollten mit wildem Kampfgeschrei den Rittern zum Austragungsort der Schlacht folgen, was sie auch taten. Mitten im Fluss entbrannte so ein wildes Kampfgetümmel, das die Altenaer für sich entscheiden konnten. Nach Abschluss der Schlacht hatten sie 60 vermögende limburger Ritter und Ritterbürtige gefangen genommen, die später gegen Lösegeld freigelassen wurden.
Stirnberg weist darauf hin, dass der limburgische Vorstoß nach Levold (lateinisches Original) auf die „villam de swerte“ erfolgte. Zu dieser Zeit gehörte diese Arnold, Hermann und Dietrich von Altena, den Söhnen des 1200 urkundlich erwähnten Giselher de Swerte, der sich, wie man Urkunden aus den Jahren 1225 und 1230 entnehmen kann, schließlich „de Altena“ nannte. Giselher hatte außerdem Söhne namens Everhard und Giselher II., wobei Giselher nach 1262 wieder als Giselher de Swerte erscheint. Nach Dietrich von Steinen hat sich die Familie von/zu Altena genannt Ludenschede nach ihrem Burglehen zu Altena benannt. Ihr Wappen entspricht dem der Herren von Bönen, von Northof und von Neuhoff und zeigt eine senkrecht stehende geöffnete Handfessel.
„Villiam de swerte“ wurde früher mit Dorf bzw. „unbefestigte Ansiedlung“ zu Schwerte übersetzt. Stirnberg hält es für unwahrscheinlich, dass bei dem Angriff ganz Schwerte in Flammen aufging. Zu Schwerte gehörten damals der große, wahrscheinlich schon befestigtem Xantener Hof, der „curtis principalis swerte“, unter der Vogtei der Grafen von Kleve, mit der Hofes- und jetzigen Pfarrkirche St. Victor, den Höfen der Abtei Werden und der ehemals isenbergischen, nun märkischen „curtis swerte“, als Villicationsoberhof des Hofverbandes Schwerte, nebst umliegenden Hofstätten. Stirnberg arbeitet heraus, dass der Begriff „villam“ eine doppelte Bedeutung hat. Er kann sowohl mit „Dorf“ als auch mit „Landgut“ – also ein größerer Gebäudekomplex –, übersetzt werden. Wäre ganz Schwerte zerstört worden, so Stirnberg, hätte Levold von Northof den Terminus „villam sverte“ verwendet. Mit „villam de sverte“ – villam zu sverte also, könne hingegen nur ein Teil der Siedlung gemeint sein. Levold habe sich lediglich auf das Landgut Schwerte bezogen. Die Limburger haben folglich den Altenaern das ihnen gehörende bzw. von ihnen verwaltete märkische curtis swerte nebst möglichen umliegenden zugehörigen Hofstätten abgebrannt. Das Dorf Schwert sei hingegen verschont worden, da es nicht im Besitz derer von Altena gestanden hätte.
Stirnbergs Theorie ist plausibel; Schwerte war alter isenbergischer Besitz. Der Hof Schwerte war im Jahre 1200 vom Grafen Arnold von Altena als Witwengut für seine Frau Mathilde bestimmt worden. Graf Dietrichs Absicht war es, mit Hilfe seines Onkels Herzog Heinrich diesen Ort zurückzuerobern und mit seinem Gebiet an der Lenne zu vereinigen. Das Dorf abzubrennen wäre folglich nicht sinnvoll gewesen.
An die Schlacht bei Schwerte erinnert die alte Schwerter Ortssage vom „Kopf in der Ruhr bei Villigst“, die Josef Spiegel zu einem Gedicht in plattdeutscher Sprache inspiriert hat.

### Schlacht bei Gaßmert
Levold berichtet außerdem von einer Schlacht bei/auf dem Berg Gaßmert (Gassmert) in der Nähe von Herscheid (Kreis Altena), „auf einem Berge nahe bei Herscheid, der Garsenbracht heißt“. Hier traten die Märker gegen Gerhard, Edelherr von Wildenburg (urk. 1241–1272), Vasall der Grafen von Berg, und mehrere mit ihm verbündete Edle an. Diese waren zuvor von Osten her mit ihren Truppen in die Grafschaft Altena eingefallen. Die Schlacht endete mit einem Sieg der Märker. Danach soll noch eine zweite Burg erstürmt worden sein, wobei die Herscheider anscheinend dem Grafen von der Mark Hilfe geleistet haben. Wahrscheinlich stammen daher ihre Rechte an der Lennemark, einer bedeutenden Waldstrecke an der Lenne, die ihnen ein Graf von der Mark zu Lehn übertrug.
Die Schlacht bei Gaßmert lässt sich zeitlich nicht genau einordnen; womöglich war sie gar kein Bestandteil der Isenberger Wirren. Esselen datiert den Kampf auf die Zeit nach dem Friedensschluss von 1243 und erwähnt, dass die Herscheider Graf Adolf bei der Erstürmung zweier Burgen Hilfe geleistet hätten. Dies könne der Grund sein, warum sie sich die Rechte über die Lennemark zuschreiben, eine bedeutende Waldstrecke an der Lenne, die ihnen von einem Grafen von der Mark verliehen worden sind. Dass Esselen die Schlacht bei Gaßmert auf einem Zeitpunkt nach den eigentlichen Isenberger Wirren ansiedelt, ist plausibel, schließlich spricht Levold davon, dass „unter diesem Grafen noch eine andere Schlacht geschlagen wurde“; allerdings hatten sich Dietrichs Verbündete zu diesem späten Zeitpunkt bereits weitestgehend aus dem Konflikt zurückgezogen. Womöglich hatte die märkischn-wildenbergische Auseinandersetzung also gar nicht unmittelbar mit der isenbergisch-märkischen zu tun.

### Schlacht bei Wuppertal-Sonnborn
Nach den isenbergischen Angriffen holten die Märker zum Gegenschlag aus und fielen in die Grafschaft Berg ein. Auch sie verwüsteten Dörfer mit Feuer und Schwert. Herzog Heinrich von Limburg holte zum Gegenschlag aus und stellte die Märker beim heutigen Wuppertal-Sonnborn zur Schlacht. Sie endete mit einer verheerenden Niederlage für die Mark. Die Überlebenden zogen sich in wilder Flucht in die Grafschaft Altena zurück und wurden dabei von den Limburgern verfolgt. Die Stelle, wo die Isenberger den Sieg davontrugen, wird heute noch der Totenberg genannt, weil dort zahlreiche Skelettbestandteile ausgegraben wurden, die aus der Schlacht stammen.
Levold von Northof verschweigt die Niederlage der Märker bei Sonnborn.
Durch diesen Sieg gelang es der limburgischen Armee, sich an der unteren Lenne, dem Go Elsey und der Oestricher Burg nebst umliegender Grafschaft („cometia osteric“) dauerhaft festzusetzen.

### Weiterer Verlauf
Wie der Kampf weiter verlief, ist nur bruchstückhaft überliefert. Die Jahre zwischen 1233 und 1243 waren von unablässigen Fehden zwischen Graf Adolf I. und den Isenberg-Limburgern geprägt. Diese blieben aber ohne entscheidenden Erfolg für die eine oder die andere Seite.
1238 wurde Konrad von Hochstaden neuer Erzbischof von Köln und trat anstelle seiner Vorgänger Heinrich von Molenark an die Seite des märkischen Grafen. Noch in diesem Jahr belehnte Konrad Adolf I. mit den isenbergischen Gütern.
Nach und nach zogen sich die Bundesgenossen des Isenbergers zurück. So schloss Heinrich Herzog von Limburg um 1240 Friede mit dem Erzbischof Konrad von Hochstaden. Zuvor hatte der junge Adolf von Limburg, Graf von Berg und Sohn Herzog Heinrichs, die Schwester des Erzbischofs, Margaretha von Hochstaden, geheiratet. Dies begründete ein neues, freundschaftliches Verhältnis zwischen Herzog und Erzbischof. Auch die Bundesgenossen nördlich der Lippe ließen Graf Dietrich im Stich. Es lässt sich nur vermuten, dass dies mit den erlittenen Niederlagen gegen die Märker zusammenhängt.
Gestützt auf seine zwei Burgen, die Oestricher Burg und die Limburg, konnte sich Dietrich von Isenberg mit Limburgisch-Bergischer Hilfe im Go Elsey und der cometia osteric behaupten, allerdings nicht mehr. Graf Adolf musste noch einige Gebietsverluste hinnehmen. So gingen die Stadt Lünen und der Go Hattingen mit ihrer Hauptfeste, der Burg Blankenstein, an den Isenberger verloren.
Bei dieser Gebietsaufteilung blieb es dann aber. Der Kampf endete in einer Pattsituation zwischen den beiden Kontrahenten, bei der keiner mehr einen entscheidenden Erfolg erzielen konnte. Deshalb traf man sich 1243 am Verhandlungstisch und versuchte die Kämpfe beizulegen.

## Der Vergleich

### Vertragsverhandlungen
Aufgrund der festgefahrenen Kriegssituation wurde schließlich von allen Beteiligten eine Verhandlungslösung angestrebt, auch von der geistlichen Fraktion der Isenberger, Dietrichs Onkeln. Im Frühjahr 1243 wurden die Verhandlungen aufgenommen. Auf isenbergischer Seite wurden der 1239 in sein Amt eingesetzte Engelbert Bischof von Osnabrück und Herzog Heinrich, der Graf von Berg, zu den Verhandlungsführern. Am 1. Mai 1243 konnte ein Vergleich zwischen Dietrich von Isenberg, seinem Bruder Friedrich, seinen Schwestern Agnes, Sophia und Elisabeth einerseits und Graf Adolf I. von der Mark und dessen Verwandten andererseits geschlossen werden, den Bischof Engelbert beurkundete. Das Original dieser Urkunde ist verschollen. Eine beglaubigte Kopie etwa aus dem Jahre 1487 findet sich im Fürstlich Bentheimisch-Tecklenburgischen Archiv zu Rheda.

### Inhalt des Vergleichs
Die wichtigsten Vertragsbestimmungen hatten folgenden Wortlaut:
1. Graf Dietrich tritt dem Grafen Adolf ab: die beiden Höfe Brenne und Schwerte, die Vogtei und das Gericht des Dorfes Unna, dazu die Gerichtsbarkeit über allen Gerichten an jenem Ufer der Ruhr, an dem Hattingen liegt, und alle Rechte, die Graf Friedrich von Isenberg in den Ebenen hatte, die zwischen dem Strom, der durch Genegge und der Bauerschaft Heissen fließt. Bei passender Gelegenheit soll Graf Dietrich völligen Schadensersatz für das Abtreten des zuletzt genannten Rechtes erhalten.
2. Die Freigrafschaft, das Gericht und der Hof Bochum mit dem Patronat der Kirche zu Bochum, nebst dem Gericht von Halver und Kierspe werden um der Freundschaft willen geteilt.
3. Die Burgmannen von Mark, der Edelfreie Walter von Dolbert, die Ritter Dietrich von Herre, Richard der Bock, Heinrich von Didinchoven, Johannes von Dynker, Richard von Bönen, Adolf von Bönen, Hyeronimus von Rinckerode, Johan von Hövel, Lupert von Bönen, Peter von Wickede und Harlev von Hessen; die Burgmannen von Altena: die Ritter Wilhard, Thegenhard von Lethmate, Arnold, Dietrich und Adolf; die Burgmannen von Blankenstein: die Ritter Wilhelm von Eichenscheid, Heinrich von Vitinghof, Godfried von Dorneburg, Conrad von Recklinghausen, Dietrich von Vitinghof und Gerhard von Leithen werden in Zukunft ihre Lehen, die früher vom Grafen Friedrich von Isenberg gehalten waren, vom Grafen Adolf von der Mark empfangen. Hiervon ist Arnold von Didinchoven ausgenommen, der seine Lehen von Dietrich von Isenberg erhalten wird, wie ehemals von seinem Vater Graf Friedrich. Jedoch wird Arnold die Villicatio des Hofes Herbrede von der Äbtissin zu Lehen halten, ohne von Dietrich behindert zu werden.
4. Alle Burgmannen auf dem neuen Schloss Limburg, die Ritter Albert von Hörde, Herbord von Dortmund, Dietrich von Berchum, dessen Bruder Gerhard, Rutger von Aplerbeck, Heinrich von Aplerbeck und Albert von Lethmate werden ihre Lehen von Dietrich erhalten, welche sie früher von dem Grafen Adolf hielten.
5. Ritter Adolf von Altena wird den Besitz behalten über die Häuser Dale, Ischebecke und Gerkendahl und zu Lehen empfangen von Graf Adolf von der Mark. Heinrich von Vitinghof wird das Haus Laer ebenfalls von dem Grafen Adolf zu Lehen halten.
6. Alle Güter, die Graf Friedrich unbeschwert besessen und Graf Adolf in Pfand oder in Lehen gegeben hat, wird Graf Adolf innerhalb eines Jahres von der Pfandschaft oder von dem Lehensverhältnis lösen und unbeschwert an Dietrich zurückgeben. Hinsichtlich der Güter jedoch, welche, als Graf Friedrich sie besaß, bereits Lehen waren, und womit Graf Adolf Lehen- und Dienstmannen belehnt hat, wird Dietrich, sobald er diese zurückerhalten hat, die Belehnungen anerkennen.
7. Der Tausch oder die Schenkung von Dienstmannen, wie auch der Tausch von Gütern, die vom Grafen Adolf vollzogen worden sind, bleiben in Kraft. Anderer Mannen und Dienstleute des Grafen Friedrich wird Dietrich behalten. Die Söhne und Töchter Ritter Engelberts von Altena[21] bleiben bei Graf Adolf.
8. Harlev genannt Ricebere und seine Erben werden den Hof Heessen, (Kspl. Herringen) von Dietrich von Isenberg gegen schuldige Bezahlung zu Lehen halten.
9. Weder der Graf von der Mark noch Dietrich werden Mannen, Dienstmannen, Burgmannen oder auch anderen Schutz verleihen zum Vorteil des anderen oder festhalten zum Nachteil des anderen. Keiner von beiden darf in seine Städte Hörige oder Vogteileute des anderen aufnehmen.
10. Dietrich darf in einer Entfernung von einer Meile[22] von Blankenstein, jedoch außerhalb des märkischen Gebietes eine Veste bauen, wo er will; ebenso bei Lünen an der Lippe; Dietrich von Isenberg darf darüber hinaus keine neue Festung bauen oder eine alte wiederherstellen. Dasselbe gilt für Graf Adolf, mit Ausnahme der Ortschaften Camen und Hamm; Dietrich darf die Stadt, die am Fuße des Schlosses Limburg an der Lenne gelegen ist, nicht weiter befestigen.

Der Teilungsvertrag von 1243 zwischen Dietrich von Limburg und Adolf von der Mark, der gewissermaßen nach 1161 und 1175/80 die dritte Alenaische Erbteilung darstellte, setzte den immer wieder auflebenden Kämpfen und Forderungen Dietrichs ein Ende. Die Teilungsprinzipien, auf die sich beide Vertragspartner verständigten, zeigen in nahezu allen Wendungen die bewusste Zielsetzung der beiden Kontrahenten auf, ihre Territorien abzurunden und zu sichern. Im Gegensatz zur Teilung von 1175 wurde deshalb die vollständige Trennung von Kompetenzen und die Auflösung der Gemengelage angestrebt. So empfingen die Burgmannen von Mark, Blankenstein und Altena in Zukunft ihre Lehen allein von Graf Adolf, die Burgmann der Hohenlimburg wurden hingegen von Dietrich belehnt. Die Belehnung des isenbergischen Lehnsmanns Arnold von Dinghofen wird zwar besonders hervorgehoben, bestätigt aber nur diese Regel. Darüber hinaus erging die Verpflichtung an Graf Adolf, alle ehemals isenbergischen Allode innerhalb eines Jahres zurückzugeben, selbst wenn sie inzwischen verpfändet oder verlehnt worden waren.
Die bedeutsamste Folge dieser Vereinbarung war, dass nach dem Unterzeichnen dieses Vertrages eine neue Landesherrschaft entstehen konnte, die tatsächlich aber lediglich einen Überrest des weitaus größeren Gebietes Friedrich von Isenbergs war, nämlich die Grafschaft Limburg. Sie stellte ein geschlossenes Gebiet in der Größe von etwa 118 Quadratkilometern (50.000 Hektar) zwischen Ruhr und Lenne dar.
Der Vertrag lässt das Bemühen erkennen, fremde Enklaven im eigenen Gebiet zu vermeiden. So konnte Graf Adolf einige ehemals isenbergische, aber seit nunmehr fünfzehn Jahren in strategisch oder politisch wichtigen Gebieten des entstehenden märkischen Territoriums liegenden Rechte und Güter für sich gewinnen. Dazu zählen die beiden Höfe Brene (Brene bei Altena) und Schwerte, die Vogtei der Kirche und das Gericht der „villa“ Unna, alle Gerichtsbarkeit auf der Seite der Ruhr, wo Hattingen (also die märkische Burg Blankenstein) liegt, und alle Rechte zwischen Heessen und dem Bach Geinegge. Ein Ersatz für diese Abtretungen wird Dietrich für einen späteren Zeitpunkt in Aussicht gestellt. Ferner bestätigt man dem Grafen von der Mark einen zweiten „Brückenkopf“ an der Lippe in Form von Lünen und Blankenstein. Dietrich ist es untersagt, in diesem Raum näher als eine Meile von beiden Orten eine limburgische Befestigung zu errichten. Graf Adolf darf nur Hamm und Kamen befestigen, Dietrich hingegen muss darauf verzichten, seine Feste Limburg auszubauen und zu stärken und die am Fuß der Burg liegende Stadt zu befestigen. Die Verschenkungen und der Tausch von Dienstmannen, die Graf Adolf bereits vollzogen hat, bleiben in Kraft.
All diese Bestimmungen verdeutlichen das märkische Bestreben, Rechte und Besitzungen zu konzentrieren. In den übrigen Regelungen wird jedoch sichtbar, dass Graf Adolf diese Politik nicht in allen Punkten verwirklichen konnte. Das wohl deutlichste Zeichen dafür ist, dass die Krumme Grafschaft zunächst an Dietrich ging und so die hammensisch-altenischen Besitzungen vom Go Unna getrennt blieben. Dietrichs Grafschaft Limburg lag eingebettet zwischen der Kölnischen Grafschaft Volmarstein im Westen und dem Kölnischen Amt Menden, als Enklave, im Nordteil der märkischen Grafschaft Altena. Zusammen mit dem an der Ruhr angrenzenden Reichshof Westhofen, der Xantener Immunität Schwerte, die unter der Vogtei der Grafen von Kleve stand, sowie den seit 1176 kölnischen Gerichten Hegeninchusen/Hengsen und Herreke/Opherdicke, in der Lehnschaft der Edelherren von Grafschaft und der anschließenden Herrschaft Ardey, bildete sie einen störenden Korridor, der eine Vereinigung der Grafschaft Altena mit dem märkischen Go Unna auf unabsehbare Zeit verhinderte.
Die Freigrafschaft von Bochum, das Gericht und der Hof sowie das Patronat derselben Kirche, aber auch das Gericht zu Halver und Kierspe blieben im ungeteilten Gesamtbesitz beider Häuser. Auch sollten all diejenigen Ministerialen und Lehnsleute, die Adolf I. von der Mark und Friedrich von Isenberg gemeinsam gehört haben, auch in Zukunft von beiden Häusern belehnt werden.
Der Samtbesitz in Bochum, Halver und Kierspe, für den der Teilungsvertrag die wenig aufschlussreiche Formel „wegen der Freundschaft“ als Begründung angibt, war das Ergebnis einer heftigen Auseinandersetzung um diese Gerichtshoheiten. Graf Adolf musste in den Räumen alter isenbergischer Rechte und Besitzungen – im Raum von Kierspe und Halver sind schon 1207 isenbergische Vogteirechte über den Hof Rhade für das Kloster Deutz bezeugt – den Ansprüchen seines jungen Neffen nachgeben. Allerdings dürfte ihm der Samtbesitz willkommener gewesen sein als die Alternative, eine völlige Aufgabe seiner Forderungen und Rechte. Limburgische Hoheitsrecht in diesem Raum haben sich bis ins 14. Jahrhundert hinein erhalten. Erst zu Anfang des 15. Jahrhunderts gingen sie in märkischen Besitz über. Unklar bleibt dagegen, ob ein Zusammenhang zwischen den Vogteirechten über den Deutzer Hof und den Gerichtsrechten des Vertrages von 1243 um Halver und Kierspe besteht, und falls ja, welcher.
Die im Vertrag von 1243 genannten Gerechtsame und Güter umfassen keinesfalls alle Hoheitsbereiche und Allode der beiden Linien. Es existiert eine Vielzahl an Tausch- und Übertragungsurkunden von Limburg, die isenbergische Besitzungen und Rechte benennen, über die der Graf frei verfügen konnte. Dabei handelt es sich wahrscheinlich um die isenbergischen Allode und Freigrafschaften, die Graf Adolf von der Mark wegen ihrer geringen Bedeutung oder ihrer ungünstigen Lage im Jahre 1225 nicht an sich gerissen hatte; Dietrich konnte sie folglich als Erbe seines Vaters sofort übernehmen. Hierzu zählen die münsterischen Freigrafschaften Friedrich von Isenbergs. Adolf von der Mark hatte auf ihren Erwerb verzichtet, weil der Bischof von Münster in diesem Raum die Gogerichtsbarkeit an sich gebracht hatte, die für seine Besitzungen im Erzbistum Köln die Grundlage seiner Territorialherrschaft darstellten, so dass Graf Adolf keine Chance hatte, sich in diesem Gebiet zum Landesherrn aufzuschwingen. Seine eigenen Freigrafschaften nördlich der Lippe waren für Graf Adolf deshalb ebenfalls unwichtig geworden.
Auch die Hochgerichtsbezirke im Lenneraum und am Oberlauf der Emscher blieben wahrscheinlich zunächst isenbergisch-limburgisch. Zwar konnte Dietrich mit der Feste Hohenlimburg im Lenneraum ein neues Zentrum territoriales Herrschaft aufbauen, um das die Mark und Limburg in den Jahren zwischen 1288 und 1306 stritten, doch musste er im Jahre 1282 die Krumme Grafschaft an der Emscher an Graf Engelbert I. von der Mark verkaufen. Als drittes Zentrum isenbergisch-limburgischer Güter und Gerechtsame ist der Raum an der unteren Ruhr und um Mülheim zu nennen. In Streulage werden in Urkunden auch vereinzelt isenbergische Güter innerhalb der Grafschaft Mark genannt.
Von den ehemaligen Lehen Friedrich von Isenbergs konnte Dietrich sicherlich die kölnischen Lehen (mit Ausnahme von Essen) und die Vogtei über die Werdener Höfe im Münsterland (ausschließlich Eichholz) wiedererlangen. Bereits 1227 bzw. 1228 hatte der Abt von Corvey die Möglichkeit einer Neubelehnung der Erben Friedrichs offen gelassen, s. o. Trotz des zunehmenden Quellenreichtums das 13. Jahrhundert betreffend lassen sich die übrigen Lehen Dietrichs nicht ermitteln. Es ist aber anzunehmen, dass Dietrich beispielsweise die Belehnung mit der Vogtei über die Besitzungen der Klöster Kaufungen und Pantaleon in der Grafschaft Mark nicht wiedererlangt hat.
Verschiedene Punkte des Vertrags von 1243 wurden nie verwirklicht. Bochum, Kierspe und Halver, die „der Freundschaft wegen“ geteilt werden sollten, verblieben tatsächlich ganz im Besitz der Grafen von der Mark. 1248 – zugleich belehnte der Erzbischof von Köln, Konrad von Hochstaden, den Grafen von der Mark mit der Essener Vogtei, s. u. Nachwirkungen – erwarb der Graf von der Mark die isenbergischen Anteile um Bochum, Halver und Kierspe für sich allein, ebenso die isenbergischen Besitzungen und Rechte in und um Schwerte und Unna. Durch Tausch waren zuvor schon Lütgendortmund (Dortmund) und Mülheim an der Ruhr (außerhalb der späteren Grafschaft Mark) an Graf Adolf übergegangen.

## Nachwirkungen
Für Dietrich von Isenberg hatte der Streubesitz außerhalb des landesherrlichen Territoriums große Bedeutung. Dietrich hatte ab 1240 bzw. 1242 auf einer steilen Höhe am rechten Ufer der Ruhr zwischen Heisingen und Bredeney bei Essen, in der Nähe des Stiftes Werden, die Neue Isenburg erbauen lassen. Im gleichen Jahr hatte er die Vogteien von Rellinghausen und die Oberhöfe Ehrenzell, Brockhof und Beeck von der Äbtissin von Essen zurückerhalten. Schlussendlich sind ihm durch den Friedensvertrag vom 1. Mai 1243 viele Güter und Besitzungen zurück übertragen worden.
Dietrich verfolgte die Absicht, die zwei Kerne – Limburg an der Lenne und Neu-Isenberg – zu einem einheitlichen Gebiet zu entwickeln, um an die Besitzungen der großen Landesfürsten aufzuschließen. Doch erwies es sich angesichts der zerstreuten Lage seiner Besitzungen als unmöglich, ein geschlossenes Territorium zu bilden. Dietrichs Erbgüter lagen allesamt in einem Gebiet, das von Warendorf, Ahlen und Soest im Osten, Valbert, Kierspe, Halver und Neviges im Süden, Duisburg, Rheinberg und Wesel im Westen sowie Bocholt und Stadtlohn im Norden begrenzt wurde.
Der Vertrag ist durch gegenseitiges Geben und Nehmen gekennzeichnet und macht einen ausgeglichenen Eindruck. Wurde früher die Ansicht vertreten, Dietrich von Isenberg habe nur einen kleinen Teil des väterlichen Erbes zurückerhalten, so trifft dies in dieser Form wohl nicht zu. Wenn sich die Herrschaft der Isenberg-Limburger später auf die nur 118 Quadratkilometer kleine Grafschaft und das Vest Limburg beschränkte, so liegt das daran, dass sie ihren Besitzstand nicht auf Dauer halten konnten. Dass Graf Adolf seine Machtpositionen auf Kosten seines Gegners erweitert hatte, erwies sich somit erst im weiteren Verlauf der Geschichte. 1243 schien es noch so, als hätte der Vertrag für eine ungefähre Gleichverteilung von Graf Friedrichs Besitz zwischen Graf Dietrich von Isenberg und Graf Adolf von der Mark geführt.
Erzbischof Konrad von Hochstaden, der an den Vertragsverhandlungen nicht beteiligt worden war, fühlte sich übergangen. Nicht zu Unrecht; für die Märker stellte das konsequente Übergehen der kölnischen Interessen einen ersten Schritt der Emanzipation von der Kölner Kirche dar, der nach der Schlacht von Worringen im Jahre 1288 schließlich zu einer vollständigen Loslösung der Mark aus den kölnischen Lehnsverhältnissen führte. Die Entwicklung des Samtbesitzes in der Kölner Freigrafschaft Bochum veranlasste Konrad, in das Geschehen einzugreifen.
Das wichtigste Bestreben Graf Dietrichs bestand darin, sich und seiner Familie ein neues Heim zu schaffen. Die Limburg betrachtete er nicht als solches. Doch durfte er nach dem Vergleichsvertrag weder die zerstörte Isenburg wieder auf- noch die Burg Oestrich ausbauen. So forcierte er ab 1243/44 den Bau der Neu-Isenburg an der Ruhr nahe Essen. Damit unterstrich er zugleich ganz offen seine Forderung auf Rückgabe der Essener Vogteirechte. Die neue Isenburg stellte damit eine direkte Bedrohung des Stifts Essen dar. Dietrichs Mittel reichten zur Fertigstellung der Neu-Isenburg nicht aus, daher stellte ihm sein Onkel Engelbert von Isenberg, der Bischof von Osnabrück, beträchtliche Summen aus Kirchenbesitz zur Verfügung. Dies rief Erzbischof Konrad von Hochstaden auf den Plan, der angesichts der politischen Lage die Herausgabe der Kölnischen Lehen an Graf Dietrich verweigerte. Zeitgleich wandte sich der Erzbischof 1244 an den Papst. Er hoffte, dass dieser Bischof Engelbert von Osnabrück wegen seines unrechtmäßigen Verhaltens vor einem päpstlichen Gericht zur Verantwortung ziehen würde. Ob dies tatsächlich geschah, lässt sich urkundlich nicht mehr nachhalten.
Schließlich nahm Erzbischof Konrad im Hellwegraum die Politik seines Vorgängers Engelbert wieder auf und versuchte, mit Essen und Bochum die beiden wichtigsten strategischen und handelspolitischen Knotenpunkte in die Hand zu bekommen. Dabei waren die beiden Grafen von Isenberg-Limburg und von der Mark seine natürlichen Gegner. Konrad nutze die gespannte Situation zwischen den beiden verfeindeten alteaischen Häusern geschickt aus. 1244 belagerte und besetzte er die Neue Isenburg auf dem nördlichen Ruhrufer, zwang Dietrich von Limburg zu ihrer Übergabe und übertrug sie dem Grafen von Sayn zu Lehen. Es lässt sich mutmaßen, dass Konrad durch diesen Schritt den frischgebackenen Grafen Dietrich von Limburg, der mit Alheidis von Sayn verheiratet war, daran hindern wollte, völlig auf die gegnerische Seite überzuwechseln und sich mit den Märkern gegen Köln zu verbünden.
Anschließend belehnte Konrad den Limburger mit den kölnischen Lehen seines Vaters, verlangte aber im Gegenzug von ihm die Burg Isenberg und den Verzicht auf die Vogtei Essen. Am 22. Februar 1248 machten Konrad von Hochstaden, Erzbischof von Köln, und Bischof Engelbert von Osnabrück bekannt, dass der edle Dietrich von Limburg an der Lenne auf die Vogtei über Essen und auf seine Rechte an der Burg Isenberg bei Essen verzichtet habe. Für seinen Verzicht auf die Vogtei wurde Dietrich finanziell zumindest teilentschädigt. Doch waren Dietrichs Pläne, die Neu-Isenburg zu seinem neuen Hauptsitz zu machen, endgültig gescheitert. Notgedrungen musste er die Limburg an der Lenne als seine Stammburg akzeptieren. Konrad belehnte im Laufe des Jahres 1248 den Grafen von der Mark mit der Essener Vogtei.
Erst Konrads Nachfolger, Erzbischof Engelbert, sollte es im Jahre 1272 gelingen, den eigentlich für die Limburger vorgesehenen Anteil an der Freigrafschaft Bochum in Kölnischen Besitz zu überführen, wodurch Köln und Mark die gemeinsamen Herren der Freigrafschaft Bochum wurden. Die Besitzverhältnisse in diesem Raum waren komplex und unübersichtlich. Deshalb kam es immer wieder zu Kämpfen um die Rechtshoheit in diesem Raum. Verträge zwischen den beiden Partnern sprechen abwechselnd von einer gesamten Freigrafschaft Bochum als einzelnem Lehen und einem wieder einlösbaren Pfand und bezeugen so das Wechselspiel im Kräfteverhältnis. Die Auseinandersetzung wurde erst 1392 durch die nie wieder eingelöste kölnische Verpfändung an den Grafen von der Mark beigelegt. Isenbergische Besitzungen oder Rechtsansprüche in der Freigrafschaft Bochum sind hingegen seit dem Jahre 1272 nicht mehr zu verzeichnen.
Nicht vollständig geklärt ist, ob Adolfs Söhne Otto von Altena als Graf von Altena und Engelbert I. von der Mark als Graf von der Mark ab 1249 das väterliche Erbe gemeinsam verwalteten oder ob auch sie es einer Realteilung unterzogen. Die besseren Gründe sprechen für eine gemeinschaftliche Verwaltung. Zum einen, weil es keine Belege für eine besitzrechtliche Teilung der Mark gibt, zum anderen, weil die latente Bedrohung der Mark durch Isenberg-Limburg eine erneute Teilung der altenaischen Besitztümer als unangemessen, ja bedrohlich hätte erscheinen lassen. Vermutlich regierten die beiden Brüder gemeinsam als Grafen und benannten sich nur nach ihren verschiedenen Burgsitzen.